# Ambás (Carreño)
Ambás es una parroquia asturiana del concejo de Carreño, en el norte de España. Cuenta con una superficie de 3,23 kilómetros cuadrados en los que habitan 192 personas según el INE de 2021. Limita al norte con la parroquia de Logrezana, al este con El Valle, al sur con Serín, en el vecino concejo de Gijón y al oeste con la parroquia de Tamón.

## Entidades de población
Cuenta con los siguientes lugares dentro de su territorio:
- Ambás
- Huerno (Güerno)
- El Montico (El Monticu)
- Rodil (El Rodil)
- La Carbayera
- Cimavilla
- Piñella

## Fiestas
Se celebran el 25 de julio las fiestas patronales en honor a Santiago, el tercer domingo de octubre la virgen del Rosario y el 13 de junio la fiesta en honor a San Antonio.